# Franz Xaver Anton von Stubenrauch

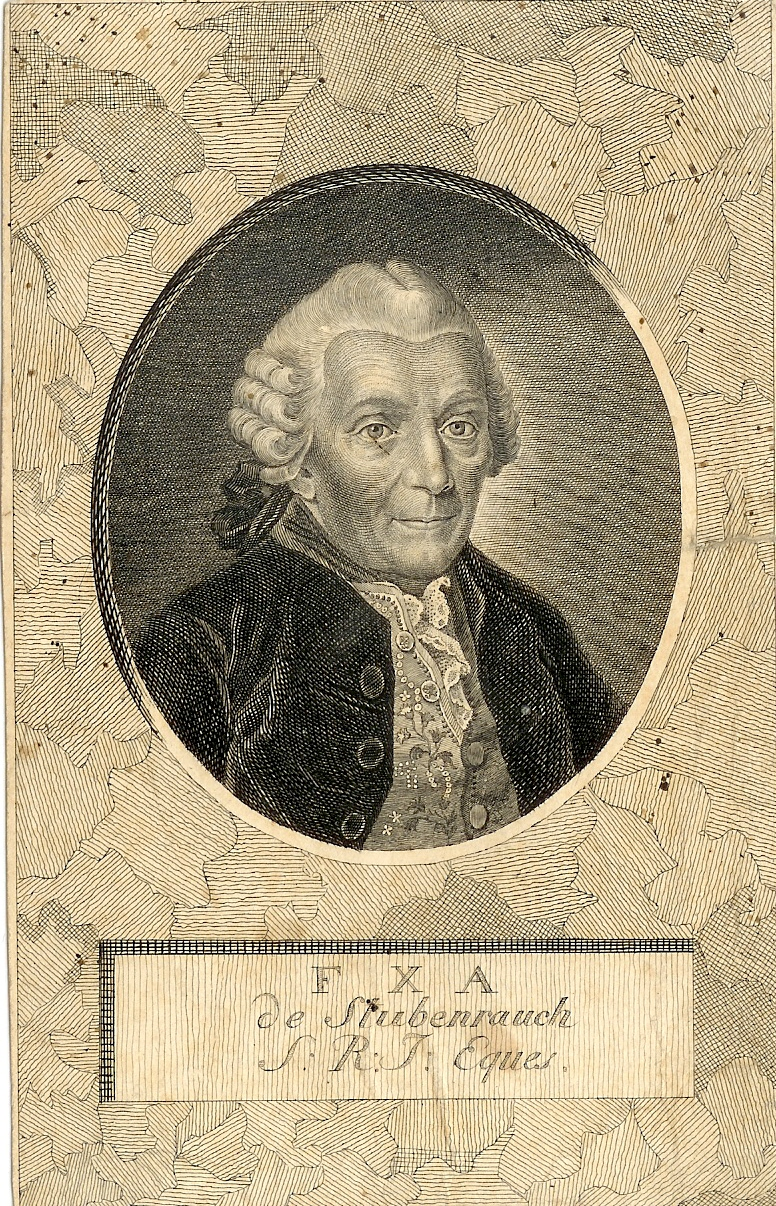
Franz Xaver Anton von Stubenrauch, Kupferstich 1790 von C. M. Bock nach J. Kaltner

Franz Xaver Anton Stubenrauch, ab 1758 Edler von Stubenrauch, (* 3. November 1718 in Vohburg an der Donau; † 27. März 1793 in München) war ein bayerischer Verwaltungsjurist und Autor forst- und wirtschaftswissenschaftlicher Schriften.

## Familie
Franz Xaver von Stubenrauch wurde 1718 in Vohburg an der Donau als Sohn des Vohburger Gerichtsschreibers Marx Christoph Adam Stubenrauch und der Maria Theresia Zwickh, einer Tochter des Vohburger Pfleg- und Kastenamtsschreibers Franz Zwickh geboren. Der 1693 verstorbene Großvater väterlicherseits Johann Christoph Stubenrauch stammte aus Hannover und hatte einen Ruf als Hof- und Leibchirurg an den Hof des Kurfürsten Maximilian Emmanuel von Bayern erhalten. Franz Xaver Anton von Stubenrauch war mit der ebenfalls 1793 verstorbenen Anna Johanna Müllauer aus Ingolstadt verheiratet.

## Leben
Nach dem Abschluss des Jesuitengymnasiums in München (heute Wilhelmsgymnasium München) 1734 als Jahrgangsbester studierte Franz Xaver Anton Stubenrauch in Ingolstadt Rechts- und Kameralwissenschaften. Nach dem Studium trat er als Hofkammersekretär in den kurbayerischen Hofdienst. 1753 wurde er zum Hofkammerrat befördert. Aufgrund seiner außerordentlichen Leistungen wurde er mit Pfalzgräflich-Zeilschem Diplom vom 6. Nov. 1758 in den Reichsadelstand erhoben. 1766 wurde er zum Mautdirektional- und Kommerzienrat ernannt. 1782 wurde ihm zu Ehren eine Medaille in Silber und Zinn geprägt. 1787 erreichte er den Rang eines wirklich geheimen Rates und Finanzreferendars.

## Leistungen
Franz Xaver Anton von Stubenrauch verfasste 1762 den Plan zur Benützung des Zollregals. Er wurde damit zum Begründer des bayerischen Mautsystems. Ein weiterer Schwerpunkt seiner Tätigkeit war die Überwachung des bayerischen Bergbaus. Franz Xaver Anton von Stubenrauch
war Gründungsmitglied der Bayerischen Akademie der Wissenschaften und wurde 1759 deren erster akademischer Zahlmeister. Weiter war er Mitglied der Sittlich-landwirtschaftlichen Gesellschaft von Burghausen.
Franz Xaver Anton von Stubenrauch verfasste zwischen 1771 und 1791 Schriften  zur Forstwissenschaft, zur Ökonomie  und zum Schulwesen.

## Schriften
- Anfangsgründe der Forstwissenschaft, gesammelt von F. A. E. v. St., Nürnberg, 1771, Neuauflage Augsburg 1773
- Unterricht vom Salzwesen, München, 1773.
- Kurzer Bericht von Knoppern und Eichenlohe, München, 1775.
- Recht und Billigkeit in Jagd und Forstsachen zwischen dem Landesherren und seinen Unterthanen, zur unpartheyischen Beurtheilung aufgestellt, München, 1779.
- Geschicht- und Aktenmäßige Darstellung des Ursprungs, Fortganges und Umsturzes der von weiland Sr. kurfürstl. Durchleucht in Baiern Maximilian Joseph Glorw. And. in dem Landhause zu Hepperg nächst Ingolstadt errichteten Real-Land-Schule für arme Landeskinder, ohne Ort, 1791.